# Ferrovie della Calabria

Logo der Ferrovie dela Calabria

Die Ferrovie della Calabria (FC) ist eine Eisenbahngesellschaft in der süditalienischen Region Kalabrien. Sie entstand 1991 durch die Aufteilung der Ferrovie Calabro Lucane (FCL) und betreibt eine Schmalspurbahn mit 950 mm Spurweite und Buslinien.

## Geschichte
Das Netz der Ferrovie della Calabria wurde von 1916 bis 1956 von der Mediterranea-Calabro-Lucane (MCL) erbaut. Nach dem Eisenbahnunfall von Fiumarella wurde 1963 die Konzession der MCL entzogen und an die Ferrovie Calabro Lucane vergeben. Ende 1990 wurde das Netz der FCL aufgeteilt auf die Ferrovie della Calabria und die Ferrovie Appulo–Lucane (FAL). Daher besteht bei den beiden Bahnen eine gewisse Übereinstimmung, z. B. bei den Fahrzeugen.

## Streckennetz

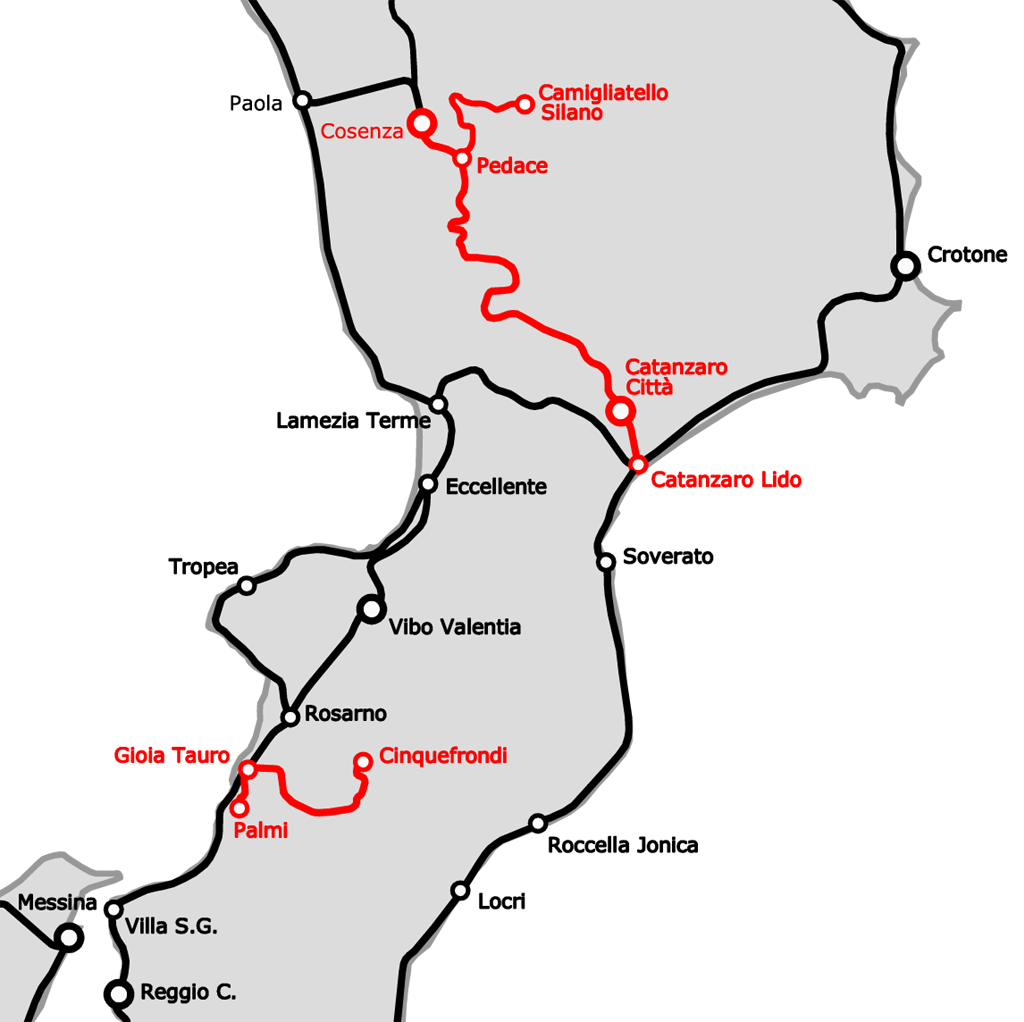
Streckennetz der Ferrovie della Calabria von 2008 bis 2011

Die Bahnstrecken der Ferrovie della Calabria gliederten sich bis 2011 in zwei Teilnetze:
- von Cosenza ausgehende Strecken:
  - Cosenza–Pedace–Catanzaro (mit Zahnstange zwischen Catanzaro Città und Catanzaro Lido)
  - Pedace–San Giovanni in Fiore (Museumsbahn)[2]

- von Gioia Tauro ausgehende Strecken (beide 2011 eingestellt)[3]:
  - Gioia Tauro–Cinquefrondi
  - Gioia Tauro–Palmi–Sinopoli

Die Buslinien werden von den Depots Castrovillari, Catanzaro, Cosenza, Gioia Tauro, Petilia Policastro, Marina di Gioiosa Ionica und Vibo Valentia betrieben. Das Netz besteht aus etwa 90 Regionalbuslinien und den Stadtbusbetrieben in Castrovillari, Gioia Tauro und Vibo Valentia.
Bis 2015 waren die Ferrovie della Calabria für den Betrieb der Standseilbahn Catanzaro verantwortlich. Seither sind die Städtischen Verkehrsbetriebe für die Standseilbahn zuständig.

## Triebfahrzeuge

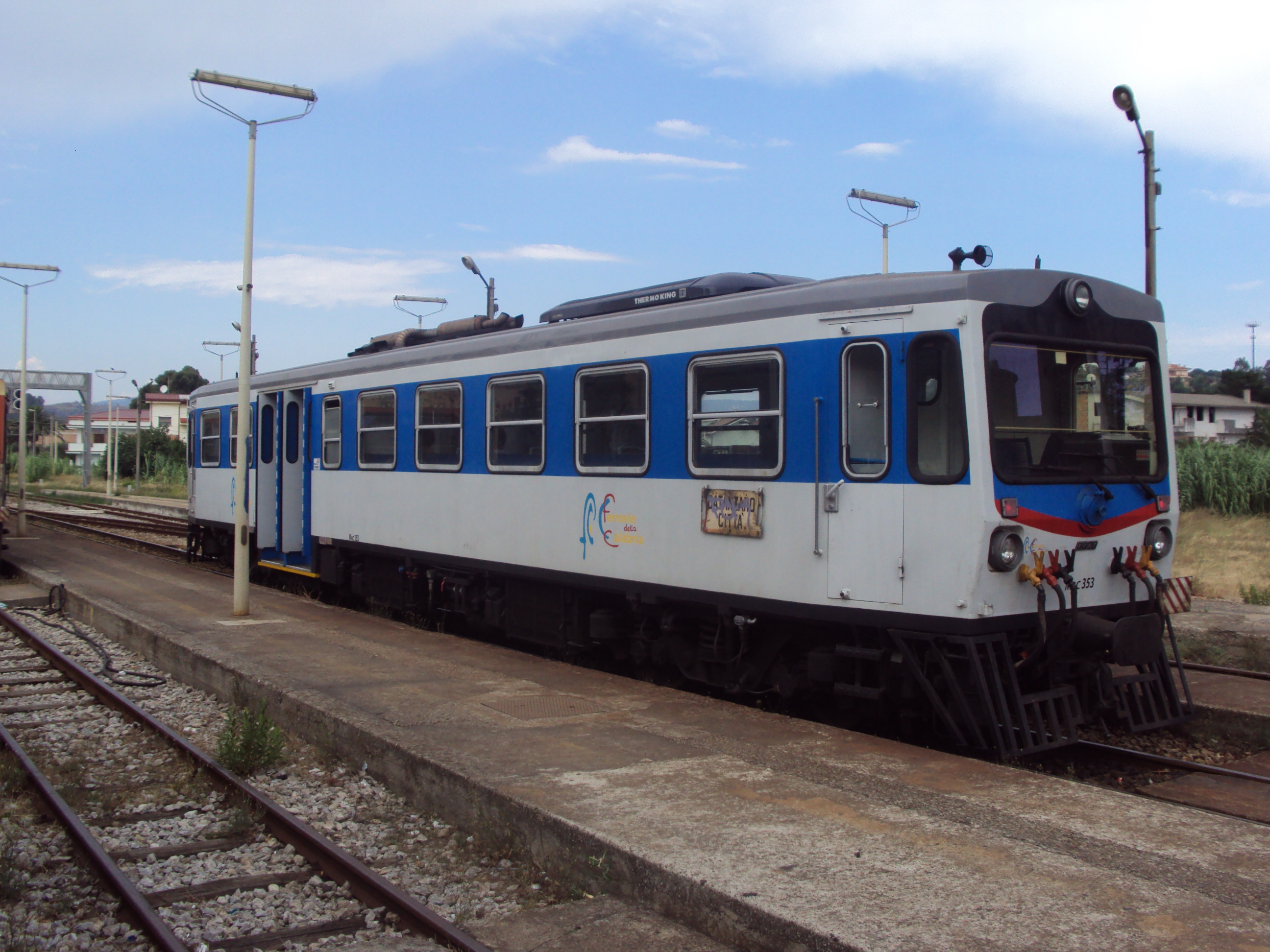
Dieseltriebwagen M4c von Fiat mit Zahnradantrieb

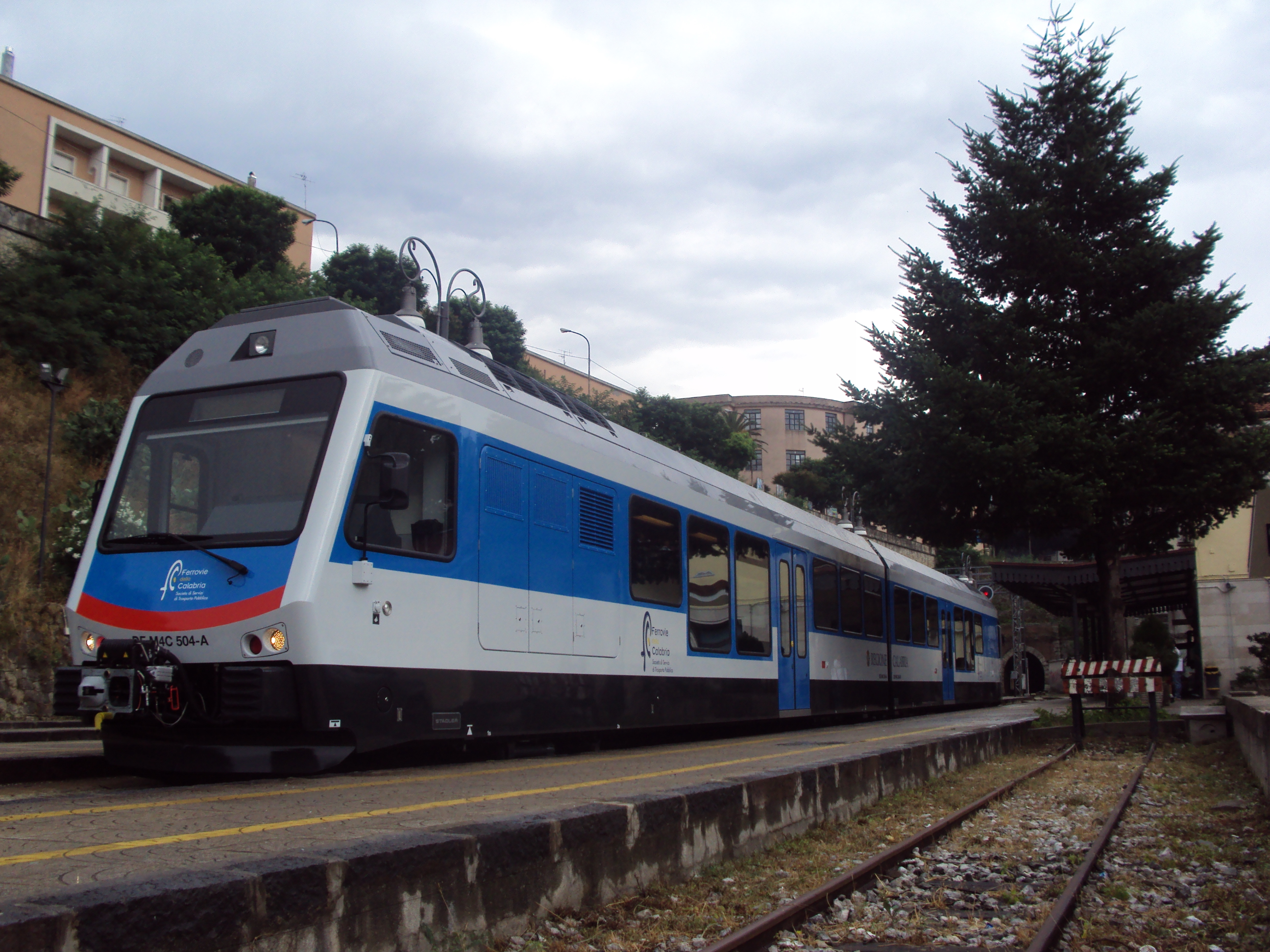
Zahnrad-Triebzüge DE M4c.500 der Ferrovie della Calabria.

Bei den Ferrovie della Calabria kamen oder kommen die folgenden Triebfahrzeuge zum Einsatz:
- Triebwagen M2.120 und M2.200
- Triebwagen M4 und M4c
- Triebzüge DE M4c.500
- Diesellokomotiven LM4
- Zahnradlokomotiven LM2.700
- Museumslokomotiven Reihen 350 und 500